# Lettera di Giacomo
La Lettera di Giacomo è una delle lettere cattoliche (nel senso di "lettere universali") del Nuovo Testamento, tradizionalmente attribuita a Giacomo il Giusto e datata attorno al 50. Gli studiosi di critica biblica propongono diverse attribuzioni - tra le quali la maggiormente diffusa è quella pseudoepigrafica - e ne collocano la datazione alla fine del I secolo, tra il 70 e il 100.
La breve lettera, ritenuta rivolta alle dodici tribù di Israele, è molto probabilmente un'omelia che poi, per la ricchezza dei contenuti, ha cominciato a circolare tra le comunità cristiane primitive per essere letta nelle assemblee.

## Autore
L'autore si presenta nel versetto 1,1 come "Giacomo, servo di Dio e del Signore Gesù Cristo". Nel Nuovo Testamento sono però cinque le persone con questo nome:
1. Giacomo il Maggiore, figlio di Zebedeo, fratello di Giovanni e discepolo di Gesù;
2. Giacomo, figlio di Alfeo, discepolo di Gesù;
3. Giacomo il Minore;
4. Giacomo, padre dell'apostolo Giuda;
5. Giacomo il Giusto, "il fratello del Signore"[2].

L'identificazione dell'autore non è quindi facile. Tradizionalmente la lettera è stata attribuita, fin dalla metà del III secolo, a Giacomo il Giusto, uno dei fratelli di Gesù. Questo Giacomo, non appartenente alla schiera degli apostoli e divenuto capo della Chiesa di Gerusalemme, è citato negli Atti degli apostoli 12,17, 15,13 e nella Lettera ai Galati 1,19 e 2,9. Altri studiosi hanno ipotizzato che l'autore dello scritto si debba invece identificare con Giacomo il Minore, mentre l'attribuzione a Giacomo il Maggiore è resa difficile dalla data della sua morte, avvenuta nel 44 sotto Erode Agrippa I, una data considerata troppo bassa per la composizione della lettera.
Nell'ambito della critica biblica moderna è comune, anche tra gli studiosi cristiani, la posizione pseudoepigrafica e "l'opinione maggiormente diffusa oggi è che un cristiano, che conosceva bene l'ellenismo e il giudaismo, abbia scritto la lettera sotto il nome di Giacomo di Gerusalemme negli ultimi anni del I sec. d.C." e l'abbia quindi attribuita a Giacomo per aumentarne l'autorevolezza. 
In merito all'attribuzione della Lettera di Giacomo a uno degli omonimi personaggi citati nel Nuovo Testamento, gli esegeti dell'interconfessionale Bibbia TOB - concordemente agli studiosi dell'interconfessionale "Parola del Signore Commentata" e a quelli della Bibbia di Gerusalemme, che sottolineano come "già gli antichi esitavano su questa identificazione e i moderni ne discutono ancora, pur propendendo per rifiutarla" - osservano che "questo personaggio eminente della Chiesa di Gerusalemme sembra sia stato un uomo di tradizione palestinese, abbastanza estraneo alla cultura greca. Come attribuirgli uno scritto di stampo greco così evidente? Questa attribuzione, presa la lettera, non è verosimile [...] Altri, più verosimilmente, avanzano l'ipotesi che esistesse una tradizione di «parole di Giacomo» analoga alla tradizione sinottica, pur facendo le debite proporzioni, e che se ne sia servito uno scrittore il quale secondo le consuetudini letterarie del tempo, voleva mettere il suo scritto sotto il patrocinio di un personaggio illustre. In tal caso la lettera si dovrebbe datare verso gli anni 80/90". Anche gli esegeti del "Nuovo Grande Commentario Biblico" affermano: "una crescente maggioranza di studiosi contemporanei optano per la pseudonimia, basandosi in larga misura sui motivi seguenti: l'eccellente stile greco della lettera; la mancanza di attestazioni relative alla sua canonicità prima del terzo secolo (e anche più tardi); indizi di una datazione sostanzialmente posteriore a Paolo (mentre Giacomo è morto verso l'anno 62 d.C.); l'apparente assenza dalla lettera di un insegnamento specificamente cristiano e anche dello stretto legalismo e ritualismo che, secondo le tradizioni relative a Giacomo il Giusto, sarebbe lecito attendersi. [...] L'opinione maggiormente diffusa oggi è che un cristiano, che conosceva bene l'ellenismo e il giudaismo, abbia scritto la lettera sotto il nome di Giacomo di Gerusalemme negli ultimi anni del I sec. d.C."; il biblista Bart Ehrman nota, inoltre, che "se l'autore di questa lettera è davvero il fratello di Gesù (o qualcuno che intende presentarsi come tale), è strano che non faccia alcun riferimento alla sua personale conoscenza di quest'ultimo e dei suoi insegnamenti" e, come osservano gli studiosi della Bibbia di Gerusalemme, "se realmente fosse stata scritta da questa personalità di primo piano, non si comprenderebbe la difficoltà da essa incontrata nell'imporsi alla Chiesa come Scrittura canonica". 
Tra le ragioni a sostegno di questa tesi vi sono quindi:
1. la lettera è scritta in buona lingua greca da un autore di una certa cultura: ciò non corrisponderebbe al ritratto di un ebreo della Palestina del I secolo, anche perché non viene citato l'intervento di un assistente o segretario;
2. l'identificazione con Giacomo il Giusto presenta l'incompatibilità tra l'attenzione per i rituali della Legge mosaica attribuibili al personaggio storico e l'atteggiamento etico verso la stessa dell'autore della lettera, oltre all'assenza di temi cari a Giacomo (come la circoncisione e la purezza) e di un riferimento esplicito al legame fraterno tra Giacomo autore della lettera e Gesù;
3. il possibile dibattito[Nota 6] con la posizione paolina presente in 2,14[14] e seguenti sembra essere riconducibile ad un periodo tardo e sarebbe caratterizzato da un fraintendimento dell'atteggiamento della predicazione paolina, cosa difficile da spiegare alla luce dell'incontro tra  Giacomo e Paolo nel 55/56 a Gerusalemme (Atti degli apostoli 21,18[15]);
4. la lettera, non contenuta nel Canone muratoriano, fu tardivamente accettata nel canone biblico, solamente verso la fine del IV secolo, e molti studiosi si sono dunque interrogati sul motivo per cui una lettera scritta dal fratello di Gesù o da uno degli apostoli abbia incontrato tante difficoltà ad essere accettata come canonica.

Gli studiosi che sostengono l'attribuzione tradizionale a Giacomo il Giusto (o a un altro Giacomo neotestamentario) pongono in evidenza che:
1. gli studi moderni evidenziano ormai l'ampia diffusione del greco nella Palestina del tempo. La buona padronanza di tale lingua da parte di un ebreo palestinese è quindi plausibile[16];
2. la brevità delle citazioni su Gesù e l'insistenza sulla continuità con la tradizione ebraica sono in linea con quanto conosciuto su Giacomo il Giusto[16];
3. nella lettera manca ogni riferimento biografico a Giacomo, il che escluderebbe un tentativo dell'autore pseudoepigrafo di accreditarsi in sua vece;
4. il contenuto corrisponde a tematiche dibattute nella Chiesa di Gerusalemme fra il 35 e il 60, quando Giacomo era a capo della Chiesa: in particolare l'impostazione della lettera avrebbe un'impostazione ebionita;
5. lo stile della lettera corrisponde a quello di altri autori greci del periodo e la cultura dell'autore può essere spiegata ammettendo l'ausilio di uno scrivano o di un segretario.[17]

Se si avallano le informazioni fornite da Giuseppe Flavio, secondo il quale Giacomo era personalità di grande prestigio a Gerusalemme, lapidato nel 62 d.C., la composizione della lettera potrebbe datarsi al 60 circa. Viceversa, gli studiosi che sostengono la natura pseudoepigrafica del testo presuppongono una data di composizione lontana da quella dell'epistolario paolino e collocano la redazione dello scritto alla fine del I secolo d.C.

## Canonicità
Nei primi secoli della Chiesa, alcuni misero in dubbio l'autenticità di questa epistola, e fra questi il vescovo Teodoro di Mopsuestia, in Cilicia; era  perciò considerata una lettera deuterocanonica ed entrò nel canone tardi e dopo varie difficoltà.
Non compare nel Canone muratoriano e, a causa del silenzio di numerose chiese occidentali, Eusebio di Cesarea la considera fra gli antilegomena, cioè i testi contestati. Così scrive infatti, a conclusione del suo racconto del martirio di Giacomo: Queste sono le notizie relative a Giacomo, che si dice essere l'autore della prima delle cosiddette lettere cattoliche. Bisogna però sapere che la sua autenticità è dubbia: non sono molti gli autori antichi che la menzionano, e la stessa cosa vale per la lettera detta di Giuda, che fa parte, anch'essa, delle sette lettere cattoliche. Noi sappiamo, tuttavia, che queste lettere sono lette pubblicamente, insieme con le altre, in un gran numero di chiese (Storia ecclesiastica 2,23-25). Girolamo dà un giudizio simile, ma aggiunge che col passare del tempo è stata universalmente accolta.
Notano gli studiosi dell'interconfessionale Bibbia TOB come «la lettera di Giacomo è entrata a far parte del Nuovo Testamento soltanto progressivamente a cominciare dal principio del III secolo. E solo verso la fine del IV secolo, dopo lunghe discussioni, le venne riconosciuta in Occidente l'autorità canonica che già godeva in Oriente con un consenso quasi unanime» e anche gli esegeti della Bibbia di Gerusalemme osservano che «la Lettera di Giacomo fu accolta solo progressivamente nella Chiesa. Se la sua canonicità non sembra aver posto problemi in Egitto, dove Origene la cita come Scrittura ispirata, Eusebio di Cesarea, all'inizio del IV sec., riconosce che essa è ancora contestata da alcuni. Solo nel corso del IV sec. essa fu introdotta dalle Chiese di lingua siriaca nel canone del NT. In Africa, è sconosciuta a Tertulliano e a Cipriano e il catalogo di Mommsen (verso il 360) ancora non la riporta. A Roma, non compare nel canone di Muratori, attribuito a sant'Ippolito (verso il 200), ed è molto dubbio che sia stata citata da san Clemente Romano e dall'autore del Pastore di Erma. S'impose dunque all'insieme delle Chiese d'oriente e d'occidente solo verso la fine del IV sec.».
Il riconoscimento tardivo di questa lettera, specialmente in occidente, può derivare dal fatto che sia stata scritta probabilmente da un giudeo cristiano, e quindi non molto diffusa fra le chiese dei gentili, di origine paolina. Ci sono anche indicazioni che la lettera fu considerata poco affidabile per motivi dottrinali. Infine fu inclusa nei 27 libri del Nuovo Testamento elencati da Atanasio di Alessandria e fu confermata da una serie di concili nel corso del IV secolo.
Nel periodo della Riforma protestante qualche teologo, in particolare Martin Lutero, ritenne la lettera inadatta a far parte del canone del Nuovo Testamento, a causa della dottrina che la fede da sola non sia sufficiente per la salvezza, che sembra contraddire la dottrina protestante della sola fide. Oggi, tutte le Chiese cristiane includono la Lettera di Giacomo nel canone, tuttavia Lutero ebbe a definirla una «lettera di paglia»; «come si sa, Lutero riaprì la discussione attorno a questa lettera, la cui dottrina gli sembrava assai poco «apostolica» e giunse perfino sostenere che si trattasse di uno scritto ebraico da togliere dal canone. Sebbene la sua opinione non sia stata seguita, rimane significativa la difficoltà con cui la lettera di Giacomo si è imposta nel corso dei secoli: questo scritto si situa al di fuori della grande corrente della teologia Cristiana del primo secolo». Analogamente gli studiosi del "Nuovo Grande Commentario Biblico" osservano: «Ciononostante, la contraddizione apparente con l'insegnamento paolino della giustificazione per fede ha conferito un'importanza esagerata alla pericope. In larga misura, proprio a causa di questa contraddizione apparente, Lutero desiderava escludere la Lettera di Giacomo dal canone».

## Datazione
Secondo il volume Redating the New Testament di John Arthur Thomas Robinson (1976), la datazione della lettera di Giacomo deve essere anticipata a prima dell'anno 48 e alla distruzione del Tempio di Gerusalemme per i seguenti motivi: il mancato riferimento alla disputa sulla circoncisione; l'enfasi posta sulle opere di carità senza fare menzione della dottrina paolina della giustificazione mediante la fede; il riferimento alla figura dei proprietari terrieri mancanti nella Palestina dopo il 70 d.C.; l'assenza di riferimenti ai pagani convertiti al cristianesimo e contestuale rivolgersi a solo mondo giudaico.

## Struttura e contenuto
Lo scritto è relativamente breve: cinque capitoli, per un totale di un centinaio di versetti.

### La perfetta letizia e la parola
Il primo capitolo è una sintesi dell'insegnamento cristiano. L'apertura è dedicata alla perfetta letizia ("Considerate perfetta letizia, miei fratelli, quando subite ogni sorta di prove, sapendo che la prova della vostra fede produce la pazienza", 1,2-3): Giacomo invita a cercare nella preghiera la Sapienza che dà la possibilità di comprendere i misteri divini e umani. L'autore invita quindi ad ascoltare la Parola e ad essere coerenti nel metterle in pratica: "Siate di quelli che mettono in pratica la parola e non soltanto ascoltatori, illudendo voi stessi" (1,22).

### La legge dell'amore e l'importanza delle opere
Nel secondo capitolo, Giacomo richiama la fede in Gesù e critica i favoritismi personali, sollecitando ad aiutare i poveri. Si ribadisce che la legge regale è infatti quella dell'amore per il prossimo, ricordando anche che "il giudizio sarà senza misericordia contro chi non avrà usato misericordia" (2,13). Per Giacomo, infatti, "l'uomo viene giustificato in base alle opere e non soltanto in base alla fede" (2,24).

### Lingua e sapienza
L'invito ad essere coerenti e a moderare l'uso della lingua è centrale nel terzo capitolo ("È dalla stessa bocca che esce benedizione e maledizione. Non dev'essere così, fratelli miei!"; 3,10). Segue l'esortazione a ispirare le opere a mitezza e sapienza, rifuggendo gelosia e spirito di contesa.

### Liti e ricchezze
Il quarto capitolo è dedicato alla critica delle passioni, e in particolare dell'invidia, come causa di liti e guerre. Giacomo riflette quindi sulla caducità della vita ed esorta a praticare la carità ("Chi dunque sa fare il bene e non lo compie, commette peccato", 4,17).

### La venuta del Signore
L'ultimo capitolo si apre con una condanna della ricchezza e si conclude con una riflessione sulla venuta (parusia) del Signore e con l'invito  a essere costanti e pazienti nella fede ("Siate dunque pazienti, fratelli, fino alla venuta del Signore. Guardate l'agricoltore: egli aspetta pazientemente il prezioso frutto della terra finché abbia ricevuto le piogge d'autunno e le piogge di primavera", 5,7).

## Teologia e liturgia
Di particolare rilievo per la dottrina sacramentaria cattolica è il capitolo 5, soprattutto nei versetti 5,14-18; gli infermi sono invitati a chiamare i presbiteri, affinché questi, dopo averlo unto con olio, preghino su di lui: La preghiera della fede lo salverà nella sua difficoltà; il Signore lo rialzerà e, se avrà commesso dei peccati, gli saranno rimossi (5,15). Questo insegnamento è il fondamento biblico del Sacramento dell'Unzione degli infermi. Brani della lettera vengono letti, nel rito cattolico, in alcune domeniche del tempo ordinario e nella terza domenica di Avvento (Anno A). La lettera viene inoltre letta in forma continua nelle ferie delle settimane VI e VII del Tempo Ordinario. 

### Riferimenti
1. ↑   Giac 1,1, su La Parola - La Sacra Bibbia in italiano in Internet.
2. 1 2  Nuovo commentario biblico. Atti degli Apostoli, Lettere, Apocalisse, Borla, 2006
3. ↑   At 12,17, su La Parola - La Sacra Bibbia in italiano in Internet.
4. ↑   At 15,13, su La Parola - La Sacra Bibbia in italiano in Internet.
5. ↑   Gal 1,19, su La Parola - La Sacra Bibbia in italiano in Internet.
6. ↑   Gal 2,9, su La Parola - La Sacra Bibbia in italiano in Internet.
7. ↑  Raymond E. Brown, Joseph A. Fitzmyer, Roland E. Murphy, Nuovo Grande Commentario Biblico, Queriniana, 2002, pp. 1191-1192, ISBN 88-399-0054-3.
8. ↑  Schnelle; Brown; Mack.
9. ↑  Bibbia TOB, Elle Di Ci Leumann, 1997, pp. 2800-2801, ISBN 88-01-10612-2.
10. ↑  Raymond E. Brown, Joseph A. Fitzmyer, Roland E. Murphy, Nuovo Grande Commentario Biblico, Queriniana, 2002, pp. 1191-1192, ISBN 88-399-0054-3.
11. ↑  Bart Ehrman, Il Nuovo Testamento, Carocci Editore, 2015, pp. 473-475, ISBN 978-88-430-7821-9.
12. ↑  Bibbia di Gerusalemme, EDB, 2011, p. 2874, ISBN 978-88-10-82031-5.
13. ↑  Kummel, Introduction to the New Testament, pp. 412-3; Udo Schnelle, The History and Theology of the New Testament Writings, pp. 385-386.
14. ↑   Giac 2,14, su La Parola - La Sacra Bibbia in italiano in Internet.
15. ↑   At 21,18, su La Parola - La Sacra Bibbia in italiano in Internet.
16. 1 2  Sophie Laws, Epistle of James, 1980
17. ↑  (EN)  C. Jack Trickler, A Layman's Guide to Who Wrote the Books of the Bible?, Bloomington, Indiana, 2006, pp. 309-310
18. ↑  Bibbia TOB, Elle Di Ci Leumann, 1997, p. 2800, ISBN 88-01-10612-2.
19. ↑  Bibbia di Gerusalemme, EDB, 2011, p. 2873, ISBN 978-88-10-82031-5.
20. ↑  Nella prefazione alla sua traduzione della Bibbia in tedesco nota come Septemberbibel (Wittenberg, 21 settembre 1522).
21. ↑  Raymond E. Brown, Joseph A. Fitzmyer, Roland E. Murphy, Nuovo Grande Commentario Biblico, Queriniana, 2002, pp. 1195-1196, ISBN 88-399-0054-3.
22. ↑   L'anglicano liberale che anticipa la datazione del Nuovo Testamento, su lanuovabq.it, 6 marzo 2022.
23. ↑   Giac 1,2-3, su La Parola - La Sacra Bibbia in italiano in Internet.
24. ↑   Giac 1,22, su La Parola - La Sacra Bibbia in italiano in Internet.
25. ↑   Giac 2,13, su La Parola - La Sacra Bibbia in italiano in Internet.
26. ↑   Giac 2,24, su La Parola - La Sacra Bibbia in italiano in Internet.
27. ↑   Giac 3,10, su La Parola - La Sacra Bibbia in italiano in Internet.
28. ↑   Giac 4,17, su La Parola - La Sacra Bibbia in italiano in Internet.
29. ↑   Giac 5,7, su La Parola - La Sacra Bibbia in italiano in Internet.
30. ↑   Giac 5,14-18, su La Parola - La Sacra Bibbia in italiano in Internet.